# Malmö kyrkliga samfällighet
Malmö kyrkliga samfällighet bildades 1932 och upphörde 1 januari 2014 då Malmö pastorat bildades. Samfälligheten ansvarade för övergripande ekonomi- och personaladministration, övergripande informations- och utbildningsverksamhet, fastighetsförvaltning och begravningsverksamhet.
Samfälligheten styrdes av en politisk beslutsorganisation med kyrkofullmäktige, kyrkonämnd, och kyrkogårdsnämnd. Samfälligheten bestod av församlingarna i Bunkeflo, Eriksfält, Fosie, Husie-Södra Sallerup, Hyllie, Kirseberg, Kulladal, Limhamn, Möllevången-Sofielund, Oxie, Slottsstaden, S:t Johannes, S:t Pauli, S:t Petri, Tygelsjö-Västra Klagstorp och Västra Skrävlinge. Efter ombildningen 2014 till Malmö pastorat gäller en annan församlingsindelning.

## Samfällighetskyrkor
1. Bunkeflo kyrka, 1898
2. Bunkeflo strandkyrka, 1990
3. Caroli kyrka, Malmö, 1880
4. Fosie kyrka, 1896
5. Glostorps kyrka, medeltida
6. Helgeandskyrkan, Malmö, 1962
7. Heliga Trefaldighetskyrkan, Malmö, 1940-tal (avkristnad 2013)
8. Husie kyrka, 1857
9. Hyllie kyrka, 1985
10. Kirsebergs kyrka, 1928
11. Limhamns kyrka, 1890
12. Lockarps kyrka, nuv. utseende 1886
13. Rosengårds kyrka, 1970 (avkristnad 2000)
14. Oxie kyrka, medeltida
15. Sankta Katarina kyrka, Malmö, 1960 (riven 2016)
16. Sankta Maria kyrka, Malmö, 1960-tal
17. Sankt Andreas kyrka, Malmö, 1959
18. Sankt Johannes kyrka, Malmö, 1903-1907
19. Sankt Matteus kyrka, Malmö, 1983
20. Sankt Mikaels kyrka, Kulladal, 1978
21. Sankt Pauli kyrka, Malmö, 1882
22. Sankt Petri kyrka, Malmö, 1300-tal
23. Södra Sallerups kyrka, medeltida
24. Tygelsjö kyrka, 1905
25. Västra Klagstorps kyrka, 1885
26. Västra Skrävlinge kyrka, 1860-tal

## Kapell och övrigt
1. Husie församlingshem
2. gravkapellet på Pauli mellersta kyrkogård
3. Mellanhedskapellet
4. Sankt Jakobs kapell
5. Östra kyrkogården, Malmö
6. Östra sjukhusets kapell
7. Sjömansgården